# 筲箕灣天后廟
22°16′48″N 114°13′50″E / 22.28009°N 114.23052°E

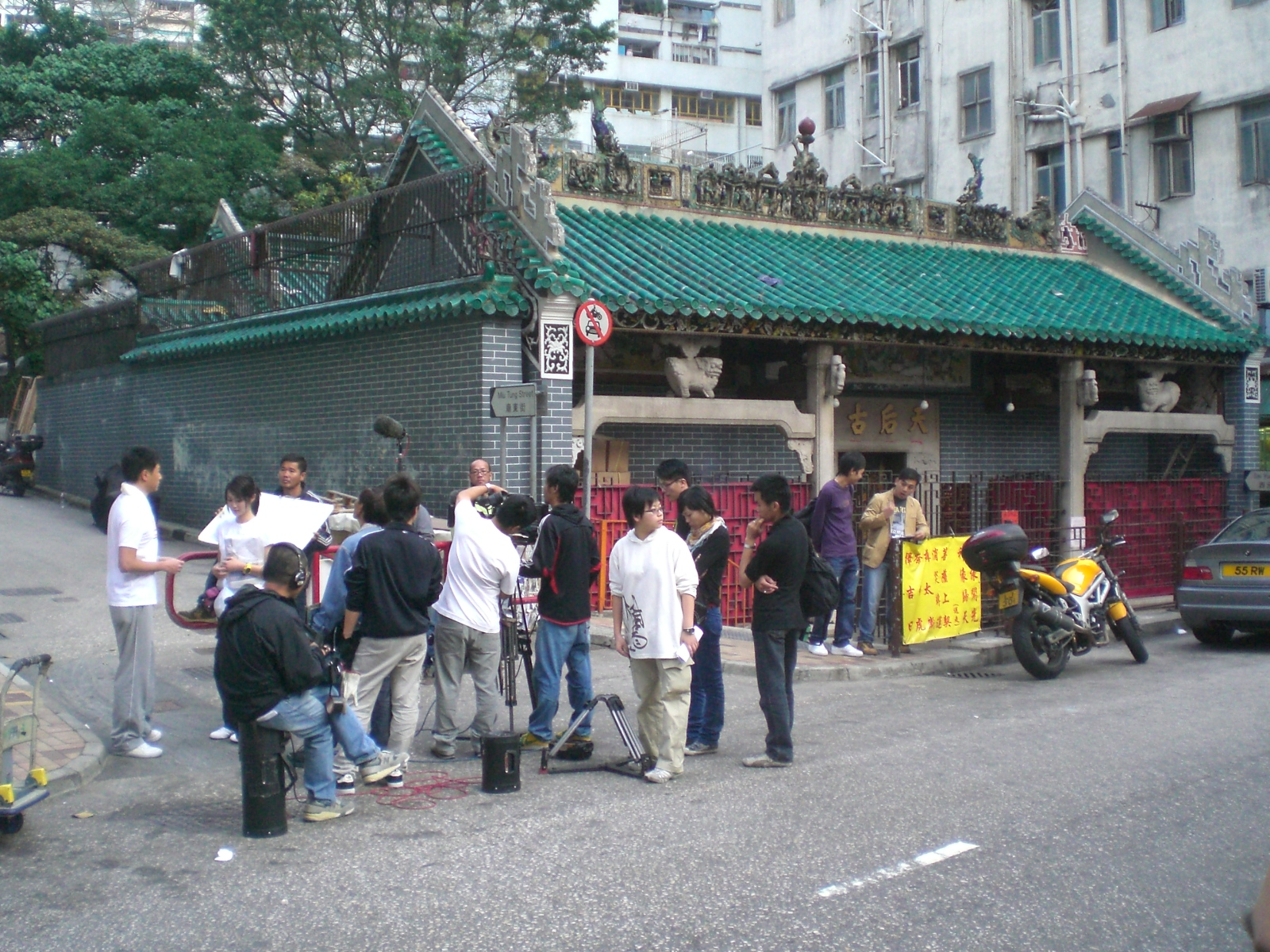
筲箕灣天后廟

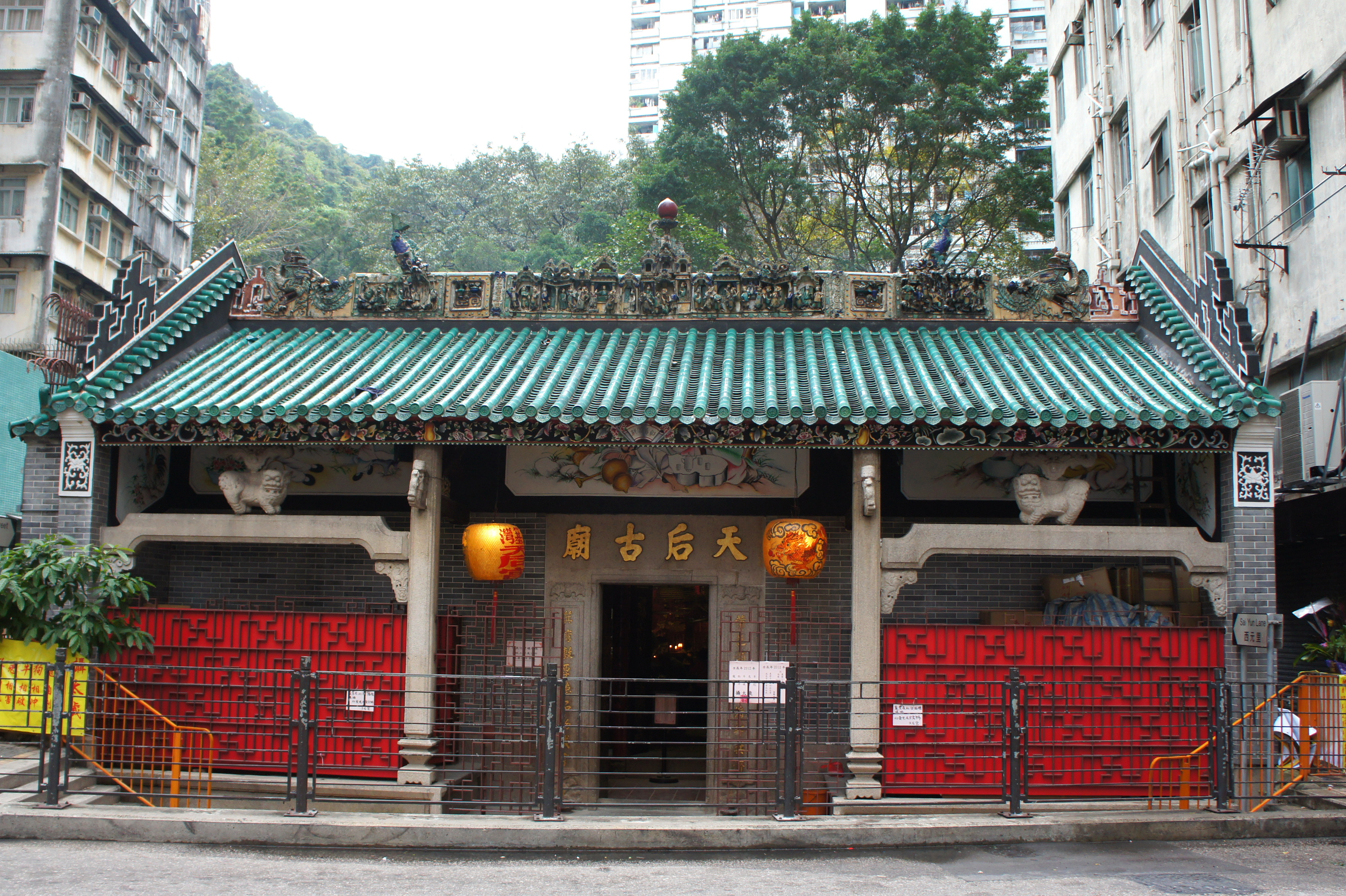
筲箕灣天后廟，前方道路為筲箕灣東大街。

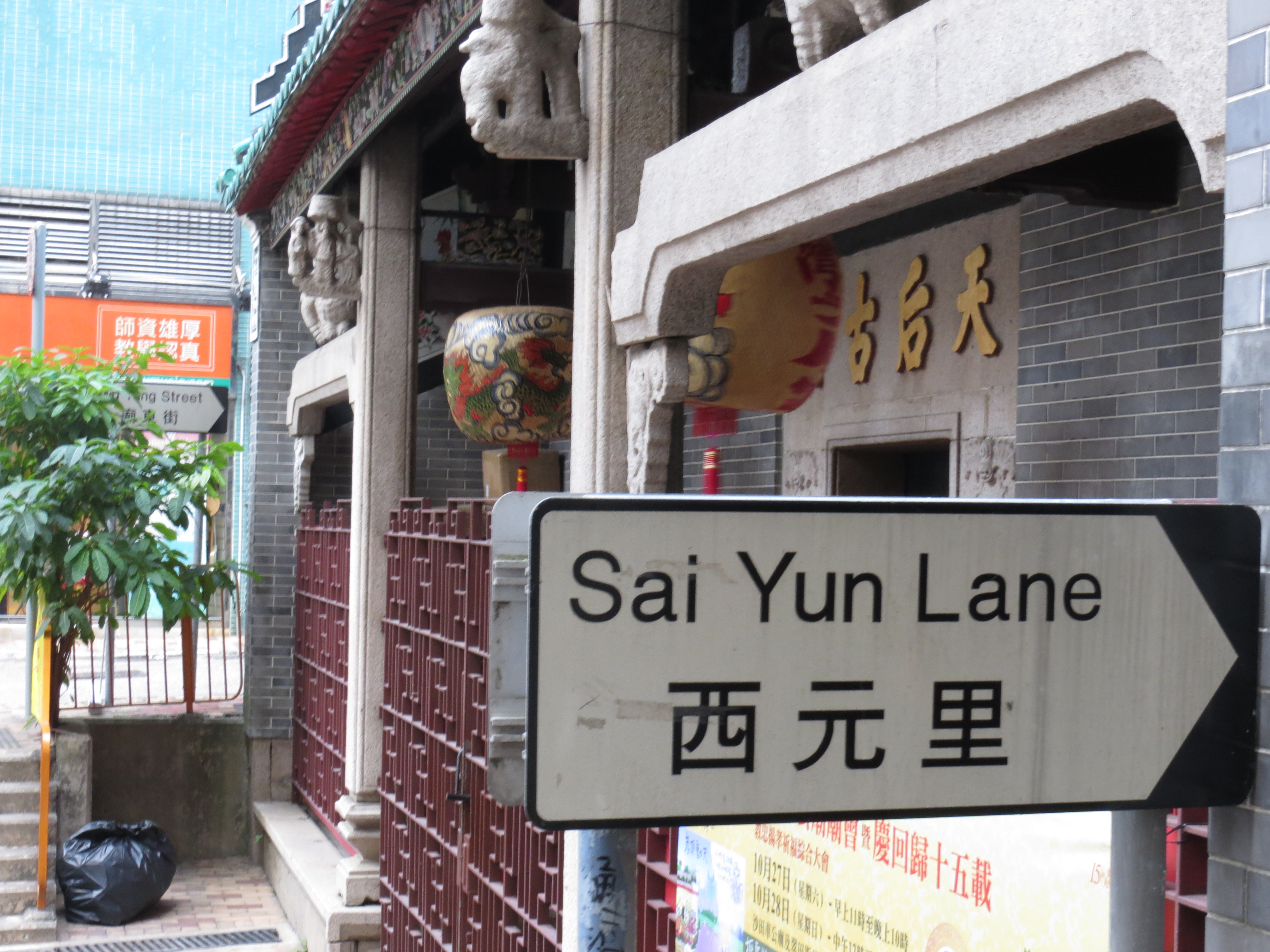
筲箕灣天后廟兩旁的街道，南面爲西元里，北面為廟東街。

筲箕灣天后廟，是香港一所天后廟，位於香港島筲箕灣筲箕灣東大街53號，現已被列為香港二級歷史建築，並由華人廟宇委員會管理。
現存的筲箕灣天后廟建於清朝同治十二年（1873年），原有廟宇約建於19世紀初期至中期，因為前一年遭颱風摧毀而於原址重建。1946年3月21日，該廟因為阿公岩一次彈藥庫爆炸而嚴重損毀，所以於1948年曾作大型重修。
筲箕灣天后廟是一座兩進三間式廟宇，漁民供奉媽祖（天后）以祈求風調雨順，漁獲豐收。除了供奉天后外，也供奉呂祖及觀音，因此該廟也有「觀音借庫」的傳統習俗，在每年農曆正月廿六舉行。廟內存放著逾百年的古鐘、碑銘、牌匾、壁畫、木刻及石灣陶塑等歷史文物。

## 參看
- 香港天后廟列表

## 交通
港鐵
- █  港島綫：筲箕灣站B1出口(沿筲箕灣東大街徒步約5分鐘或搭電車直行3分鐘)

## 資料來源
1. ↑  . 東方日報. 2011-02-16  [2012-01-27]. （原始内容存档于2021-03-23）.
2. ↑  . 香港旅遊發展局.   [2018-10-25]. （原始内容存档于2020-05-10）.

## 外部參考
- 福山堂: 筲箕灣天后廟 （页面存档备份，存于）
- 華人廟宇委員會: 筲箕灣天后廟 （页面存档备份，存于）